# Lakeba Airport
Lakeba Airport är en flygplats i Fiji.   Den ligger i divisionen Östra divisionen, i den västra delen av landet, 290 km väster om huvudstaden Suva. Lakeba Airport ligger 2 meter över havet. Den ligger på ön Lakeba Island.
Terrängen runt Lakeba Airport är platt. Havet är nära Lakeba Airport åt nordväst.  I omgivningarna runt Lakeba Airport växer i huvudsak städsegrön lövskog.